# Schwäbisches Tagblatt

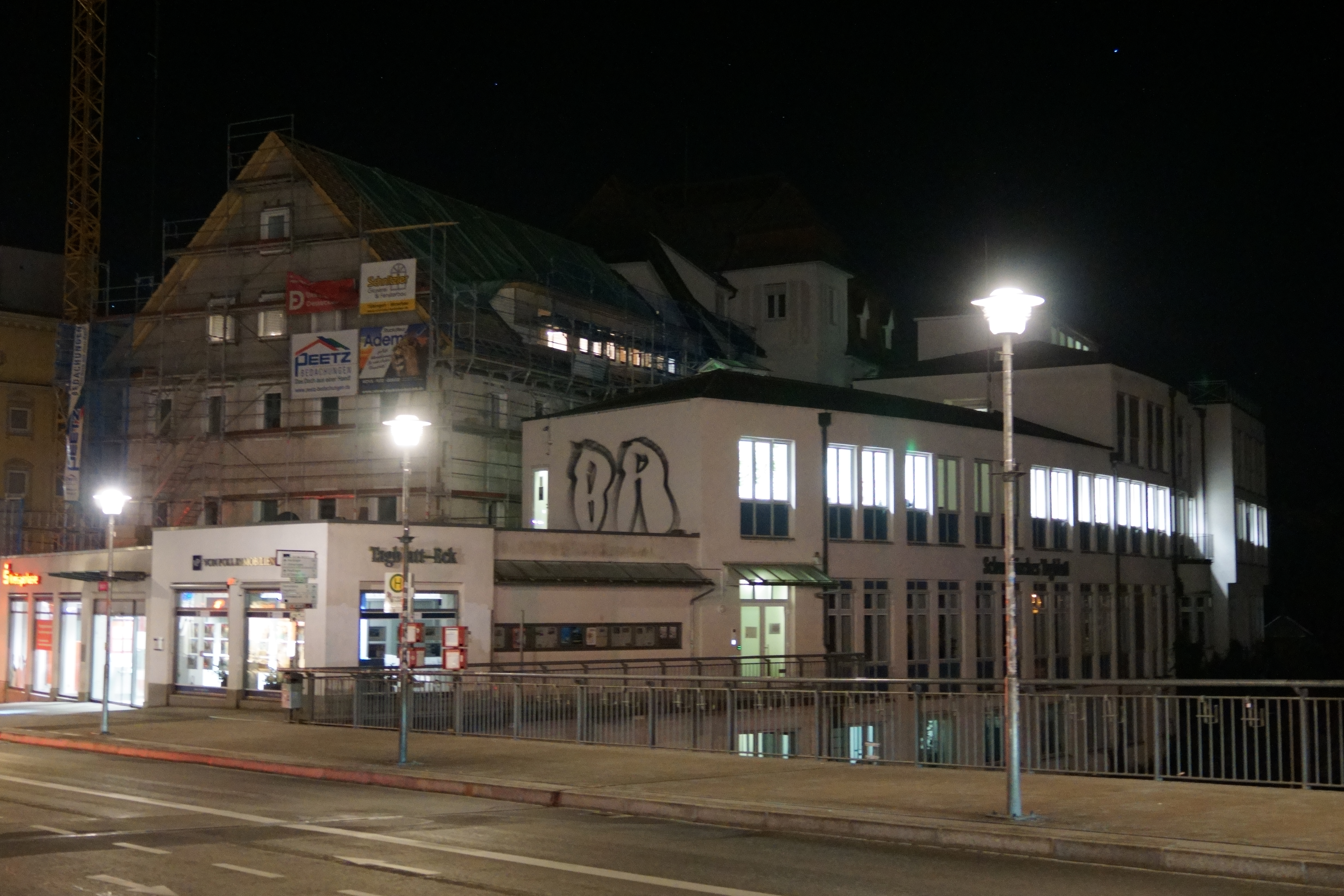
Schwäbisches Tagblatt, Uhlandstraße 2 in Tübingen.

Das Schwäbische Tagblatt (umgangssprachlich in seinem Verbreitungsgebiet oft verkürzt als das Tagblatt bezeichnet) ist eine im gleichnamigen Verlag erscheinende Tübinger Tageszeitung, die seit 1945 erscheint. Es ist das auflagenstärkste lokale bzw. regionale Presseorgan im baden-württembergischen Landkreis Tübingen und wird im Wesentlichen über Abonnements vertrieben. Die verkaufte Auflage beträgt 29.211 Exemplare, ein Minus von 38,5 Prozent seit 1998.

## Aufbau
Die Redaktionen in Tübingen sowie in den Außenstellen Rottenburg am Neckar (Rottenburger Post), Mössingen (Steinlach-Bote), Horb (Neckar-Chronik) und Reutlingen gestalten nur den Lokal- und Regionalteil der Zeitung (Region Neckar-Alb). Der überregionale Mantelteil wird von der in Ulm ansässigen Südwest Presse zugeliefert, die zeitweilig mit 49 Prozent am Verlag beteiligt war. Am 28. August 2023 wurde bekanntgegeben, dass die Südwest Presse die 51 Prozent der Verlegerfamilie, vorbehaltlich der Prüfung durch das Bundeskartellamt, zum 1. Januar 2024 übernimmt und dann 100 Prozent der Anteile des Verlages hält. Das Tagblatt ist nach der originären Südwest Presse (erscheinend in Ulm, Neu-Ulm und dem Alb-Donau-Kreis) deren auflagebezogen zweitgrößte Regionalausgabe unter insgesamt etwa 30 an die Südwest Presse angeschlossenen lokal erscheinenden Zeitungen vor allem in Baden-Württemberg, zu einem kleineren Anteil auch in Bayern.
Der Verlag gibt außerdem das wöchentlich erscheinende kostenlose Anzeigenblatt Tagblatt-Anzeiger heraus.

## Rezeption
Die Ausrichtung des Tagblatts galt in seinem Regionalteil zumindest während der 35 Jahre andauernden Chefredaktions-Ära von Christoph Müller (1969 bis 2004) als tendenziell linksliberal bis links geprägt; für eine baden-württembergische Zeitung mit regional und bundeslandbezogen mehrheitlich konservativ geprägtem Umfeld (auch Presseumfeld) ungewöhnlich. So wurde und wird das Tagblatt umgangssprachlich mit assoziativem Bezug auf den durch Tübingen fließenden Neckar und die bekannteste sowjetische Tageszeitung – von Anhängern ironisch provokant, von Gegnern abwertend gemeint – gelegentlich als „Neckar-Prawda“ bezeichnet. Demgegenüber kann der von der Südwest Presse übernommene überregionale Mantelteil eher einer bürgerlich-liberalkonservativen Richtung zugeordnet werden.
Weltweite Aufmerksamkeit erfuhr das Schwäbische Tagblatt 2002: Ein Redakteur des Blattes hatte mit angehört, wie die damalige deutsche Bundesjustizministerin und Tübinger Wahlkreisabgeordnete Herta Däubler-Gmelin (SPD) in einer örtlichen Gewerkschaftsveranstaltung angeblich die Außenpolitik von US-Präsident George W. Bush mit der Adolf Hitlers verglich. Sie soll wörtlich gesagt haben, dass "der amerikanische Präsident Bush mit seiner Außenpolitik von innenpolitischen Problemen ablenken wolle, das kenne man „seit Adolf Nazi“ – wurde Däubler-Gmelin nach der Bundestagswahl 2002 und eigener vorangegangener Ankündigung, sich nach der Wahl nicht mehr um ein Ministeramt zu bewerben, bei der Regierungsbildung nicht mehr berücksichtigt. Sie schied am 22. Oktober 2002 aus der Bundesregierung aus. Der genaue Inhalt und Zusammenhang der Äußerung sind allerdings nach wie vor umstritten, der Vorfall führte jedoch letztlich zum Rücktritt Däubler-Gmelins von ihrem Ministeramt.

## Auflage
Das Schwäbische Tagblatt hat wie die meisten deutschen Tageszeitungen in den vergangenen Jahren an Auflage eingebüßt. Die verkaufte Auflage ist in den vergangenen 10 Jahren um durchschnittlich 2,4 % pro Jahr gesunken. Im vergangenen Jahr hat sie um 3,5 % abgenommen. Sie beträgt gegenwärtig 29.211 Exemplare. Der Anteil der Abonnements an der verkauften Auflage liegt bei 95,5 Prozent.
| 1998  | 1999  | 2000  | 2001  | 2002  | 2003  | 2004  | 2005  | 2006  | 2007  | 2008  | 2009  | 2010  | 2011  | 2012  | 2013  | 2014  | 2015  | 2016  | 2017  | 2018  | 2019  | 2020  | 2021  | 2022  | 2023  | 2024  |
| ----- | ----- | ----- | ----- | ----- | ----- | ----- | ----- | ----- | ----- | ----- | ----- | ----- | ----- | ----- | ----- | ----- | ----- | ----- | ----- | ----- | ----- | ----- | ----- | ----- | ----- | ----- |
| 47478 | 47070 | 46872 | 46805 | 46210 | 45576 | 45117 | 44587 | 44211 | 43917 | 43248 | 43263 | 42756 | 42297 | 41519 | 41394 | 40417 | 39596 | 38906 | 38047 | 37077 | 36225 | 35503 | 35107 | 33907 | 32802 | 31641 |